# Kläder och mode i 1920-talets Sverige
Kläder och mode i 1920-talets Sverige präglades av att många, framförallt ungdomen, efter de hårda åren under första världskriget ville lämna de gamla idealen och hellre leva i nuet och för framtiden. Flera förändringar gjordes i modet, både längd och snitt förändrades.

## Kvinnors och mäns mode

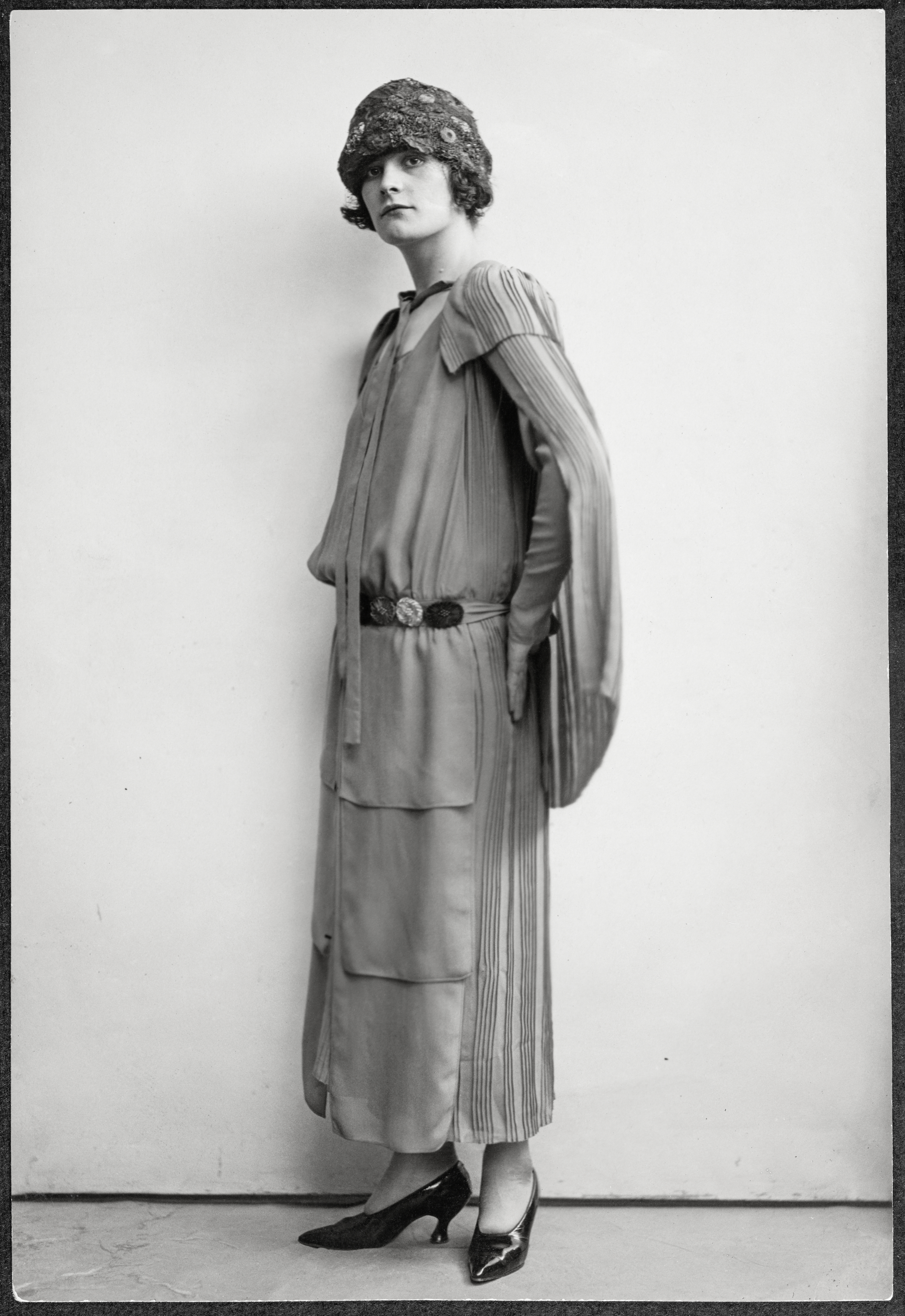
Greta Garbo (då Gustafsson) arbetade extra som klädmodell för NK:s Franska damskrädderi och visade senaste modet hösten 1923.

Kvinnors klänning och kjol blev mer löst sittande och formades som en ringklocka. Längden på dessa plagg blev betydligt kortare från 1922 och plötsligt slutade längden ovanför knäna snarare än vid anklarna som de hade gjort tidigare årtionden. Kvinnors ideal blev pojkaktigt, "à la garçonne", där slank kropp och kort shinglat hår var mode.
Mannens kläder förändrades inte lika drastiskt som kvinnans. Den vardagliga kavajkostymen som användes var av enkel modell. Vid eventuella förändringarna handlade det om ett ändrat snitt i plagget.
Gemensamt för både kvinnor och män var att sportplaggen blev allt mer populära. Idealet blev att främja vikten av friluftsliv och motion.

## Kläderna i de lägre samhällsskikten
Möjligheten för människor i de lägre samhällsskikten att skaffa kläder efter senaste mode var begränsat. Kläderna i deras vardag hade oftast en praktisk innebörd, så som att skydda folk mot kyla och värme snarare än att visas upp. Människorna i denna typ av samhällsskikt återanvände ofta kläderna flera gånger innan de kasserades. När ett plagg införskaffades användes det till en början som finplagg, senare som vardagsplagg, efter det som ett arbetsplagg för att slutligen bli mattrasa. Det var inte ovanligt att sy om och återbruka plagg, och ofta gick kläderna i arv.

## Skötsel och tillverkning
Det var vanligt att använda sig av så kallade husmodersböcker. Utöver hur hemmet skulle skötas stod också hur kläderna skulle vårdas och lagas på bästa sätt.
Industrialiseringens etablering i mitten av 1800-talet bidrog till stora förändringar inom klädindustrin, som inte minst gynnade arbetare och bönder även på 1920-talet. Genom att massproducera kläder kunde kvinnor och barn få tag på färdigsydda jackor och kappor medan bönder och arbetare kunde köpa slitstarka fabrikstillverkade plagg. Kläderna som massproducerades kunde oftast införskaffas för en billig penning.
Tvätt av kläder var kvinnornas tunga arbete. Det förekom fortfarande på landsbygden att kvinnorna fick bära plaggen till ett vattendrag eller en sjö där kläderna skulle tvättas. Det kallades att man bykte när man lade tvätten i blöt och lät den ligga i flera dagar. Plaggen som var smutsiga gnuggades in i med varm lut eller såpvatten. Sedan, beroende på var man kom ifrån i landet, kokades eller östes tvätten. Att koka tvätten krävde såpa, och blev därför dyrare. Ösningen innebar att man kastade ner kläderna med het lut. Sedan lade man kläderna i ett kar som täcktes av lakan, efter det hällde man varmt vatten över det. När ösningen var färdig skulle tvätten sköljas i vattendrag och klappas med klappträn.

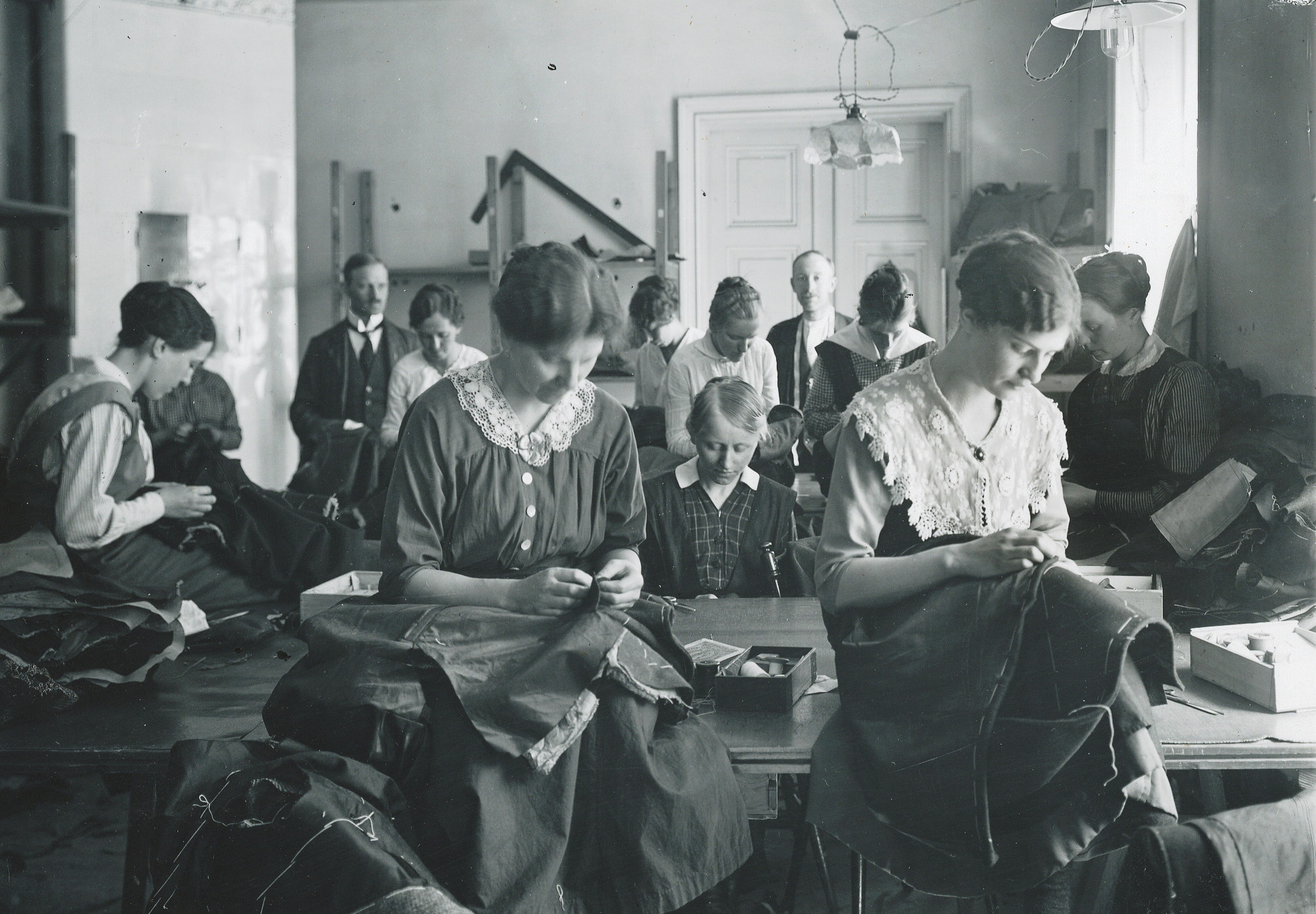
Klädtillverkning 1920

Gårdfarihandlaren hade en stor betydelse för människornas egen tillverkning och lagning av kläder. Han reste runt i gårdarna på landsbygden och sålde bland annat tyger, knappar och trådar. Material som behövdes för att göra tillverkningen möjlig. I och med näringsfriheten och uppkomsten av diverse affärer på landsbygden i mitten av 1940-talet, upphörde i stort sett företeelsen gårdfarihandlare.

## Underkläder
Att använda korsett och snöra in sina kroppar under ohållbara förhållanden blev allt mer omodernt och avskaffades i hög grad bland arbetar- och medelklassen. Underkläderna blev enklare och bekvämare, och för kvinnorna med ett rörligt arbete blev detta en stor befrielse. Underkjolarna ersattes av en underklänning, och fick uppskattning då det inte gav några oönskade veck på klänningarna.
Livstycken med strumpeband användes av både barn och kvinnor i alla samhällsskikt. Funktionen för livstycket var att det fungerade som ett varmt underplagg. strumpebandens funktion var att fästa fast strumporna så de kunde hålla sig uppe på benen. Strumpornas utseende blev i sin tur allt mer betydelsefull för den modemedvetne. Längden på kjolarna och klänningarna slutade högt upp, och aldrig tidigare hade kvinnan visat så mycket av benen. Strumpor i konstsilke var billigt och blev populärt i alla samhällsskikt.

## Skor

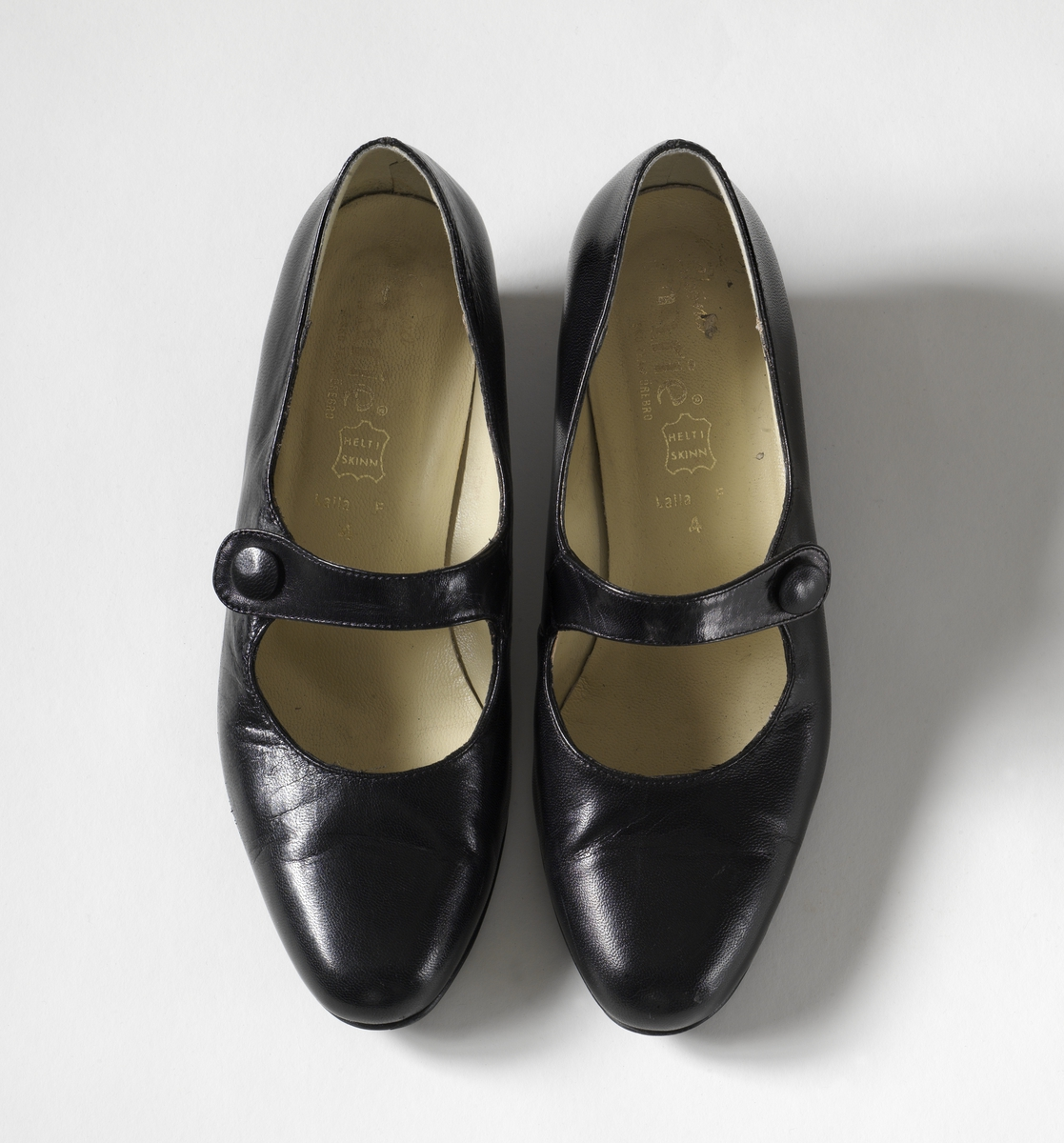
Slejfskor

Skornas funktion och utseende uppmärksammades allt mer då klänningens längd blev kortare. Allra populäraste blev lågskor, så kallade slejfskor, som var öppna över foten, hade hög klack och var lågt skurna. Det var vanligt att skorna dekorerades och utsmyckades med pärlor och detaljer. Sejfen spänns över vristen, och trycktes fast med hjälp av en tryckknapp på utsidan skon.  Materialet för denna sko förknippas ofta med blankt, svart lackskinn.